# Calça harém

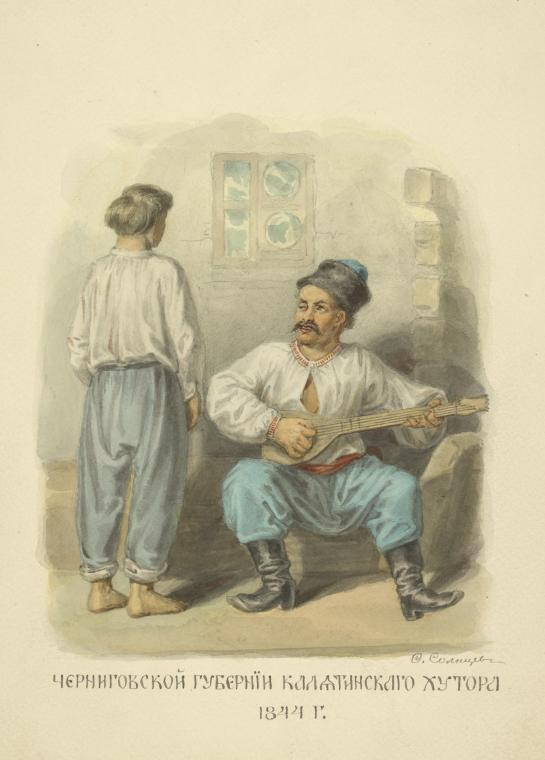
Modelos de calças harém

Harém pants ou calças harém são calças largas, compridas e presas no tornozelo. Logo no início, o estilo também foi chamado de saia harém. A original 'calça/saia harém' foi introduzida para moda ocidental por Paul Poiret por volta de 1910. O termo "calças harém" posteriormente se tornou popular no Ocidente como um termo genérico para calças largas presas no tornozelo. Estilos similares são encontrados em países da Ásia do Sul e patiala salwar; Bósnia e Ucrânia.
O costureiro parisiense Paul Poiret introduziu as calças harém como parte de seus esforços para reinventar e "libertar" a moda feminina ocidental. Na época, nomes alternativos para a saia/calça harém incluíam “jupe-sultane”, e jupe-pantalon. Estes designs foram vistos como controversos já que as mulheres ocidentais normalmente não usavam calças. O exotismo explícito de Poiret e o uso de imagens de haréns e sultões para estabelecer seu estilo orientalista foi amplamente considerado como imoral e inapropriadamente sexualizado. O próprio Poiret insistiu que ele projetou as calças harém para a mulher chique mostrar "a harmonia de sua forma e toda a liberdade de sua maleabilidade nativa”.
Apesar de Poiret ser frequentemente creditado por ter sido o único inventor de calças para as mulheres ocidentais, o costureiro Jeanne Margaine-Lacroix apresentou calças largas em 1910, e um outro costureiro, Bourniche, também é creditado por ter feito designs desses estilos na época.
As calças harém voltaram à moda na década de 1980, quando elas eram lembradas por serem mais elaboradas. Uma versão das calças harém popularizada no final de 1980 por M.C. Hammer ficou conhecido como "Hammer pants".

## Calças harém contemporâneas
Uma variedade de calças harém modernas agora podem ser encontrados desde a Europa à América Latina e além. Nos dias de hoje elas podem ser encontradas em uma ampla variedade de cores e padrões e são normalmente feitas de algodão ou raiom, um tipo de seda artificial, um tecido muito confortável e leve para se usar no calor.
Calças harém unissex também foram consideradas na moda em alguns países ocidentais. Em 2012, artistas como Justin Bieber e Psy ambos usavam calças harém, possivelmente por causa de seu gerente, Scooter Braun.